# 1. Tennis-Bundesliga (Herren 30) 2014
Die 1. Tennis-Bundesliga der Herren 30 wurde 2014 zum elften Mal ausgetragen, mit einer Aufteilung in die beiden Gruppen Nord und Süd. In einer Finalrunde entschied Jacobi & Partner Ratingen die Deutsche Meisterschaft im Herren 30 Tennis für sich.
Die Spiele der Gruppenphase wurden an insgesamt sieben Spieltagen vom 18. Mai bis zum 20. Juli 2014 ausgetragen.

## Spieltage und Mannschaften
| Spieltage Nord                             | Spieltage Nord                |
| ------------------------------------------ | ----------------------------- |
| 1. Spieltag: Sa., 24. Mai 2014, 13:00 Uhr  | So., 25. Mai 2014, 11:00 Uhr  |
| 2. Spieltag: Sa., 31. Mai 2014, 13:00 Uhr  | So., 1. Juni 2014, 11:00 Uhr  |
| 3. Spieltag: Sa., 7. Juni 2014, 13:00 Uhr  | So., 8. Juni 2014, 11:00 Uhr  |
| 4. Spieltag: So., 15. Juni 2014, 11:00 Uhr |                               |
| 5. Spieltag: Sa., 28. Juni 2014, 13:00 Uhr | So., 29. Juni 2014, 11:00 Uhr |
| 6. Spieltag: Sa., 5. Juli 2014, 13:00 Uhr  | So., 6. Juli 2014, 11:00 Uhr  |
| 7. Spieltag: Sa., 12. Juli 2014, 13:00 Uhr |                               |

| Mannschaften Nord                 |
| --------------------------------- |
| Kölner THC Stadion Rot-Weiß       |
| Jacobi & Partner Ratingen         |
| TC 1899 Blau-Weiss Berlin         |
| TC Blau-Weiß Wesel-Flüren         |
| TC Parkhaus Wanne-Eickel          |
| Tennis- u. Hockey-Club Ahrensburg |
| TG Westfalia Dortmund             |

| Spieltage Süd                              | Spieltage Süd                |
| ------------------------------------------ | ---------------------------- |
| 1. Spieltag: So., 18. Mai 2014, 11:00 Uhr  |                              |
| 2. Spieltag: So., 25. Mai 2014, 11:00 Uhr  |                              |
| 3. Spieltag: So., 1. Juni 2014, 11:00 Uhr  |                              |
| 4. Spieltag: So., 8. Juni 2014, 11:00 Uhr  |                              |
| 5. Spieltag: So., 29. Juni 2014, 11:00 Uhr |                              |
| 6. Spieltag: Sa., 5. Juli 2014, 12:00 Uhr  | So., 6. Juli 2014, 11:00 Uhr |
| 7. Spieltag: Sa., 12. Juli 2014, 13:00 Uhr |                              |

| Mannschaften Süd         |
| ------------------------ |
| Karlsruher ETV           |
| MTTC Iphitos München     |
| STG Geroksruhe Stuttgart |
| TB Erlangen              |
| TC Biberach              |
| TC Bruckmühl-Feldkirchen |
| TC Rotenbühl Saarbrücken |

## Finalrunde
|  | Halbfinale                | Halbfinale                | Halbfinale | Halbfinale | Halbfinale |  |  | Finale                    | Finale                    | Finale | Finale | Finale |
|  |                           |                           |            |            |            |  |  |                           |                           |        |        |        |
|  |                           |                           |            |            |            |  |  |                           |                           |        |        |        |
|  | Jacobi & Partner Ratingen | Jacobi & Partner Ratingen | 8          | 16         | 107        |  |  |                           |                           |        |        |        |
|  | Karlsruher ETV            | Karlsruher ETV            | 1          | 2          | 34         |  |  |                           |                           |        |        |        |
|  |                           |                           |            |            |            |  |  | Jacobi & Partner Ratingen | Jacobi & Partner Ratingen | 5      | 11     | 94     |
|  |                           |                           |            |            |            |  |  | TC Parkhaus Wanne-Eickel  | TC Parkhaus Wanne-Eickel  | 4      | 9      | 86     |
|  | TC Bruckmühl-Feldkirchen  | TC Bruckmühl-Feldkirchen  | 4          | 10         | 78         |  |  |                           |                           |        |        |        |
|  | TC Parkhaus Wanne-Eickel  | TC Parkhaus Wanne-Eickel  | 5          | 13         | 95         |  |  |                           |                           |        |        |        |
|  |                           |                           |            |            |            |  |  |                           |                           |        |        |        |

## 1. Tennis-Bundesliga Herren 30 Gruppe Nord

### Abschlusstabelle
|     | Mannschaft                        | Begegnungen | Punkte | Matches | Sätze | Spiele  |
| --- | --------------------------------- | ----------- | ------ | ------- | ----- | ------- |
| 01. | Jacobi & Partner Ratingen         | 6           | 12:0   | 43:11   | 90:33 | 561:339 |
| 02. | TC Parkhaus Wanne-Eickel          | 6           | 10:2   | 40:14   | 83:34 | 557:343 |
| 03. | TC Blau-Weiß Wesel-Flüren         | 6           | 8:4    | 37:17   | 83:37 | 577:375 |
| 04. | Kölner THC Stadion Rot-Weiß       | 6           | 4:8    | 18:36   | 40:80 | 367:525 |
| 05. | Tennis- u. Hockey-Club Ahrensburg | 6           | 4:8    | 16:38   | 40:77 | 414:521 |
| 06. | TG Westfalia Dortmund             | 6           | 2:10   | 21:33   | 49:73 | 371:533 |
| 07. | TC 1899 Blau-Weiss Berlin         | 6           | 2:10   | 14:40   | 31:82 | 346:557 |

### Mannschaftskader
| Pos. | Name                       |
| ---- | -------------------------- |
| 1    | Roberto Menendez           |
| 2    | Giuseppe Menga             |
| 3    | Ron Röhrig                 |
| 4    | Anish Pulickal             |
| 5    | Thomas Olschewski          |
| 6    | Holger Dimster             |
| 7    | Lars Weyen                 |
| 8    | Felix Pritzkow             |
| 9    | Falko Schüßler             |
| 10   | Alexander Duckwitz         |
| 11   | Ricardo-Emanuel Fischnaler |
| 12   | Oliver Bartsch             |
| 13   | Ramon Winkens              |
| 14   | Hasan Soysal               |
| 15   |                            |
| 16   |                            |

| Pos. | Name               |
| ---- | ------------------ |
| 1    | André Ghem         |
| 2    | Cătălin-Ionuț Gârd |
| 3    | Nicolas Kiefer     |
| 4    | Jeroen Masson      |
| 5    | Boy Wijnmalen      |
| 6    | Robert Messling    |
| 7    | Holger Pavlovic    |
| 8    | Carsten Gröger     |
| 9    | Alexander Bartusch |
| 10   | Jens Jensen        |
| 11   | Daniel Meier       |
| 12   | Manuel Heise       |
| 13   | Barry Fulcher      |
| 14   | Marco Mattner      |
| 15   |                    |
| 16   |                    |

| Pos. | Name                |
| ---- | ------------------- |
| 1    | Saša Tuksar         |
| 2    | Maik Nerer          |
| 3    | Felix Dippner       |
| 4    | Henryk Seeger       |
| 5    | Jannik Bo Freimuth  |
| 6    | René Heidbrink      |
| 7    | Thorsten Gutsche    |
| 8    | Gabriel Czoba       |
| 9    | Christopher Sixtus  |
| 10   | Markus Perschke     |
| 11   | Maximilian Roloff   |
| 12   | Sven Wedig          |
| 13   | Joachim Schamberger |
| 14   | Bertold Bitzer      |
| 15   |                     |
| 16   |                     |

| Pos. | Name                |
| ---- | ------------------- |
| 1    | Jamie Delgado       |
| 2    | Stefano Galvani     |
| 3    | Kristian Pless      |
| 4    | Dominik Hrbatý      |
| 5    | Bart van Delft      |
| 6    | Boris Borgula       |
| 7    | Ronald Tijvelein    |
| 8    | Maciej Dilay        |
| 9    | Niels Zijlstra      |
| 10   | Gerrit Strehl       |
| 11   | Marvin Kalberg      |
| 12   | Oliver Berndsen     |
| 13   | Alexander Berndsen  |
| 14   | Michael Lütkenhorst |
| 15   |                     |
| 16   |                     |

| Pos. | Name                |
| ---- | ------------------- |
| 1    | Gorka Fraile        |
| 2    | Ferran Ventura      |
| 3    | Didac Pérez         |
| 4    | Carlos Rexach Itoiz |
| 5    | Benjamin Kohllöffel |
| 6    | Mariusz Zielinski   |
| 7    | Andreas Thivessen   |
| 8    | Tobias Siechau      |
| 9    | Jan Unger           |
| 10   | Rodolfo Noriega     |
| 11   | Olaf Grandt         |
| 12   | Johannes Schneider  |
| 13   | Niels Polenz        |
| 14   | Stefan Helka        |
| 15   |                     |
| 16   |                     |

| Pos. | Name                  |
| ---- | --------------------- |
| 1    | Florian Merkel        |
| 2    | Kasper Warming        |
| 3    | Michael Jeglinski     |
| 4    | Jaska Mathias Krüger  |
| 5    | Jochen Werner         |
| 6    | Lars Borgstede        |
| 7    | Torben Beltz          |
| 8    | Nils Käselau          |
| 9    | Jan Heffter           |
| 10   | Dean Danzi            |
| 11   | Christian von Perfall |
| 12   | Marcus Pietsch        |
| 13   |                       |
| 14   |                       |
| 15   |                       |
| 16   |                       |

| Pos. | Name                  |
| ---- | --------------------- |
| 1    | Jhonson García        |
| 2    | Stefano Tarallo       |
| 3    | Tim De Rooij          |
| 4    | Victor Jongepier      |
| 5    | Gianluca Gatto        |
| 6    | Marc Wittemund        |
| 7    | Henrik Müller-Frerich |
| 8    | Volker Kaupert        |
| 9    | Wilhelm Hensel        |
| 10   | Mathias Nieweg        |
| 11   |                       |
| 12   | Sebastian Schmidt     |
| 13   |                       |
| 14   |                       |
| 15   |                       |
| 16   |                       |

### Ergebnisse
Spielfreie Begegnungen werden nicht gelistet.
| Datum/Uhrzeit      | Heimmannschaft                    | Gastmannschaft                    | Matches | Sätze | Spiele |
| ------------------ | --------------------------------- | --------------------------------- | ------- | ----- | ------ |
| Sa. 24. Mai 13:00  | TC Parkhaus Wanne-Eickel          | Tennis- u. Hockey-Club Ahrensburg | 9:0     | 18:3  | 110:54 |
| So. 25. Mai 11:00  | Kölner THC Stadion Rot-Weiß       | TC Blau-Weiß Wesel-Flüren         | 0:9     | 0:18  | 42:110 |
| So. 25. Mai 11:00  | Jacobi & Partner Ratingen         | TG Westfalia Dortmund             | 7:2     | 15:6  | 90:47  |
| Sa. 31. Mai 13:00  | TC Parkhaus Wanne-Eickel          | Jacobi & Partner Ratingen         | 3:6     | 8:12  | 77:86  |
| So. 1. Juni 11:00  | Tennis- u. Hockey-Club Ahrensburg | Kölner THC Stadion Rot-Weiß       | 3:6     | 10:12 | 84:84  |
| So. 1. Juni 11:00  | TG Westfalia Dortmund             | TC 1899 Blau-Weiss Berlin         | 3:6     | 7:13  | 70:95  |
| Sa. 7. Juni 13:00  | Tennis- u. Hockey-Club Ahrensburg | TG Westfalia Dortmund             | 5:4     | 11:9  | 87:70  |
| So. 8. Juni 11:00  | TC Blau-Weiß Wesel-Flüren         | Jacobi & Partner Ratingen         | 2:7     | 9:15  | 83:95  |
| So. 8. Juni 11:00  | TC 1899 Blau-Weiss Berlin         | TG Parkhaus Wanne-Eickel          | 1:8     | 2:16  | 41:98  |
| So. 15. Juni 11:00 | Jacobi & Partner Ratingen         | Kölner THC Stadion Rot-Weiß       | 8:1     | 17:4  | 95:43  |
| So. 15. Juni 11:00 | TG Westfalia Dortmund             | TC Parkhaus Wanne-Eickel          | 2:7     | 4:15  | 36:95  |
| So. 15. Juni 11:00 | TC 1899 Blau-Weiss Berlin         | TC Blau-Weiß Wesel-Flüren         | 0:9     | 0:18  | 40:111 |
| Sa. 28. Juni 13:00 | Jacobi & Partner Ratingen         | Tennis- u. Hockey-Club Ahrensburg | 8:1     | 16:2  | 97:40  |
| Sa. 28. Juni 13:00 | TC Blau-Weiß Wesel-Flüren         | TC Parkhaus Wanne-Eickel          | 4:5     | 10:11 | 85:87  |
| So. 29. Juni 11:00 | Kölner THC Stadion Rot-Weiß       | TC 1899 Blau-Weiss Berlin         | 8:1     | 16:4  | 85:87  |
| Sa. 5. Juli 13:00  | TC Blau-Weiß Wesel-Flüren         | Tennis- u. Hockey-Club Ahrensburg | 7:2     | 14:4  | 86:60  |
| So. 6. Juli 11:00  | TC 1899 Blau-Weiss Berlin         | Jacobi & Partner Ratingen         | 2:7     | 5:14  | 56:89  |
| So. 6. Juli 11:00  | Kölner THC Stadion Rot-Weiß       | TG Westfalia Dortmund             | 2:7     | 6:15  | 73:90  |
| So. 12. Juli 11:00 | TC Parkhaus Wanne-Eickel          | Kölner THC Stadion Rot-Weiß       | 8:1     | 16:2  | 97:32  |
| So. 12. Juli 11:00 | Tennis- u. Hockey-Club Ahrensburg | TC 1899 Blau-Weiss Berlin         | 5:4     | 10:8  | 89:74  |
| So. 12. Juli 11:00 | TG Westfalia Dortmund             | TC Blau-Weiß Wesel-Flüren         | 3:6     | 7:14  | 51:102 |

## 1. Tennis-Bundesliga Herren 30 Gruppe Süd

### Abschlusstabelle
|     | Mannschaft               | Begegnungen | Punkte | Matches | Sätze | Spiele  |
| --- | ------------------------ | ----------- | ------ | ------- | ----- | ------- |
| 01. | TC Bruckmühl-Feldkirchen | 6           | 10:2   | 38:16   | 83:40 | 564:348 |
| 02. | Karlsruher ETV           | 6           | 8:4    | 34:20   | 74:47 | 518:439 |
| 03. | TB Erlangen              | 6           | 8:4    | 33:21   | 77:46 | 553:397 |
| 04. | MTTC Iphitos München     | 6           | 6:6    | 25:29   | 55:66 | 453:526 |
| 05. | TC Biberach              | 6           | 6:6    | 23:31   | 52:68 | 440:507 |
| 06. | TC Rotenbühl Saarbrücken | 6           | 4:8    | 21:33   | 46:75 | 409:534 |
| 07. | STG Geroksruhe Stuttgart | 6           | 0:12   | 15:39   | 36:81 | 356:542 |

### Mannschaftskader
| Pos. | Name              |
| ---- | ----------------- |
| 1    | Todor Enew        |
| 2    | Gergely Kisgyörgy |
| 3    | Daniel Merkert    |
| 4    | Bernard Parun     |
| 5    | Anthony Parun     |
| 6    | Jens Knobloch     |
| 7    | David Sevarac     |
| 8    | Jürgen Faßbender  |
| 9    | Ralf Karcher      |
| 10   | Frank Hartmann    |
| 11   | Oliver Franke     |
| 12   | Thorsten Funk     |
| 13   | Oliver Seidel     |
| 14   | Lutz Ehmsen       |
| 15   |                   |
| 16   |                   |

| Pos. | Name                   |
| ---- | ---------------------- |
| 1    | Alexander Waske        |
| 2    | Michael Kohlmann       |
| 3    | Lars Uebel             |
| 4    | Emilio Benfele Álvarez |
| 5    | Stephan Fehske         |
| 6    | Uli Kiendl             |
| 7    | Fabian Ziemer          |
| 8    | Andre Soulier          |
| 9    | Veit Magnus Madaus     |
| 10   | Alexander Reichl       |
| 11   | Patrick Ayad           |
| 12   | Jens Garberding        |
| 13   | Maximilian Klee        |
| 14   | Fabian Tross           |
| 15   |                        |
| 16   |                        |

| Pos. | Name              |
| ---- | ----------------- |
| 1    | Alessandro Motti  |
| 2    | Petr Kralert      |
| 3    | Kai Schmid        |
| 4    | Matthias Martin   |
| 5    | Thomas Schöck     |
| 6    | Jan Grüninger     |
| 7    | Kay Spindler      |
| 8    | Adrian Bayh       |
| 9    | Danijel Krajnovic |
| 10   | Wassil Slawow     |
| 11   | Thorsten Brodt    |
| 12   | Nando Kern        |
| 13   | Dimitar Derderian |
| 14   | Florian Seybold   |
| 15   |                   |
| 16   |                   |

| Pos. | Name                |
| ---- | ------------------- |
| 1    | Bohdan Ulihrach     |
| 2    | Robin Vik           |
| 3    | Radim Zitko         |
| 4    | Richard Drazny      |
| 5    | Daniel Dolbea       |
| 6    | Peter Svabik        |
| 7    | Martin Allinger     |
| 8    | Christoph Schneider |
| 9    | Christian Scherer   |
| 10   | Helge Capell        |
| 11   | Igor Branisa        |
| 12   | Paulo Escalona      |
| 13   | Christian Wust      |
| 14   | Bernd Erhardt       |
| 15   |                     |
| 16   |                     |

| Pos. | Name                         |
| ---- | ---------------------------- |
| 1    | Karel Vesecky                |
| 2    | Dmitri Sergejewitsch Wlassow |
| 3    | Tobias Köck                  |
| 4    | Mattias Pennonen             |
| 5    | Stefan Feyen                 |
| 6    | Sascha Stiefel               |
| 7    | Jochen Moll                  |
| 8    | Benjamin Köhle               |
| 9    | Thomas Grün                  |
| 10   | Björn Schneider              |
| 11   | Marcus Selg                  |
| 12   | Steffen Kirchner             |
| 13   | Michael Kaiser               |
| 14   | Darko Jurica                 |
| 15   |                              |
| 16   |                              |

| Pos. | Name                    |
| ---- | ----------------------- |
| 1    | Michael Lammer          |
| 2    | Benedikt Dorsch         |
| 3    | Philipp Müllner         |
| 4    | Patrik Mayr             |
| 5    | Matthias Hahn           |
| 6    | Ingo Neumüller          |
| 7    | Johann-Georg Fankhauser |
| 8    | Peter Aigner            |
| 9    | Björn Krenzer           |
| 10   | Johann Fischhaber       |
| 11   | Jerney Karner           |
| 12   | Peter Thelen            |
| 13   | Sascha Bandermann       |
| 14   | Thomas Fröhlich         |
| 15   |                         |
| 16   |                         |

| Pos. | Name             |
| ---- | ---------------- |
| 1    | Olivier Mutis    |
| 2    | Hervé Karcher    |
| 3    | Emanuel Greff    |
| 4    | Andreas Spaniol  |
| 5    | Brice Battistini |
| 6    | Arnaud Agniel    |
| 7    | Björn Behles     |
| 8    | Mirco Schwindt   |
| 9    | Marc Harenberg   |
| 10   | Heiner Schmidt   |
| 11   | Christian Bely   |
| 12   | Christian Krämer |
| 13   | Jörg Barzen      |
| 14   | Bernhard Köllner |
| 15   |                  |
| 16   |                  |

### Ergebnisse
Spielfreie Begegnungen werden nicht gelistet.
| Datum/Uhrzeit      | Heimmannschaft           | Gastmannschaft           | Matches | Sätze | Spiele |
| ------------------ | ------------------------ | ------------------------ | ------- | ----- | ------ |
| So. 18. Mai 11:00  | TC Bruckmühl-Feldkirchen | Karlsruher ETV           | 3:6     | 9:14  | 80:91  |
| So. 18. Mai 11:00  | STG Geroksruhe Stuttgart | MTTC Iphitos München     | 4:5     | 9:10  | 84:78  |
| So. 18. Mai 11:00  | TB Erlangen              | TC Biberach              | 8:1     | 16:3  | 103:47 |
| So. 25. Mai 11:00  | TC Biberach              | TC Rotenbühl Saarbrücken | 7:2     | 15:6  | 98:62  |
| So. 25. Mai 11:00  | Karlsruher ETV           | STG Geroksruhe Stuttgart | 8:1     | 16:4  | 99:54  |
| So. 25. Mai 11:00  | MTTC Iphitos München     | TC Bruckmühl-Feldkirchen | 1:8     | 2:17  | 36:109 |
| So. 1. Juni 11:00  | Karlsruher ETV           | TC Biberach              | 6:3     | 14:7  | 98:73  |
| So. 1. Juni 11:00  | TC Bruckmühl-Feldkirchen | TB Erlangen              | 5:4     | 11:11 | 83:94  |
| So. 1. Juni 11:00  | TC Rotenbühl Saarbrücken | STG Geroksruhe Stuttgart | 7:2     | 14:4  | 94:51  |
| So. 8. Juni 11:00  | TC Rotenbühl Saarbrücken | MTTC Iphitos München     | 6:3     | 12:9  | 86:80  |
| So. 8. Juni 11:00  | TB Erlangen              | Karlsruher ETV           | 8:1     | 16:2  | 97:36  |
| So. 8. Juni 11:00  | TC Biberach              | TC Bruckmühl-Feldkirchen | 1:8     | 3:16  | 43:101 |
| So. 29. Juni 11:00 | STG Geroksruhe Stuttgart | TC Biberach              | 3:6     | 7:13  | 69:91  |
| So. 29. Juni 11:00 | Karlsruher ETV           | TC Rotenbühl Saarbrücken | 9:0     | 18:1  | 109:51 |
| So. 29. Juni 11:00 | MTTC Iphitos München     | TB Erlangen              | 7:2     | 15:7  | 101:74 |
| Sa. 5. Juli 12:00  | TC Biberach              | MTTC Iphitos München     | 5:4     | 11:9  | 88:74  |
| So. 6. Juli 11:00  | TB Erlangen              | STG Geroksruhe Stuttgart | 5:4     | 12:9  | 81:68  |
| So. 6. Juli 11:00  | TC Bruckmühl-Feldkirchen | TC Rotenbühl Saarbrücken | 6:3     | 14:7  | 92:54  |
| Sa. 12. Juli 13:00 | STG Geroksruhe Stuttgart | TC Bruckmühl-Feldkirchen | 1:8     | 3:16  | 30:99  |
| Sa. 12. Juli 13:00 | TC Rotenbühl Saarbrücken | TB Erlangen              | 3:6     | 6:15  | 62:104 |
| Sa. 12. Juli 13:00 | MTTC Iphitos München     | Karlsruher ETV           | 5:4     | 10:10 | 84:85  |